# Трагедия на туристском маршруте № 30
Трагедия на туристском маршрутe № 30 «че́рез го́ры к мо́рю» — происшествие, окончившееся гибелью 21 туриста на восточном склоне горы Гузерипль Кавказского хребта в ночь с 10 на 11 сентября 1975 года. Считается самой крупной трагедией в истории советского туризма.

## Предыстория
Всесоюзный туристский маршрут № 30 «Через горы к морю» считается одним из самых массовых, популярных и живописных туристических маршрутов. Начинается он в посёлке Гузерипль в Адыгее, а завершался в посёлке Дагомыс Краснодарского края. Маршрут не является сложным и доступен для прохождения даже начинающим малоподготовленным туристам.

## Хронология событий
В начале сентября 1975 года для прохождения маршрута номер 30 на турбазе «Горная» (бывший еврейский концлагерь) в Хаджохской теснине была сформирована группа номер 93. Группу составляли туристы, прибывшие на отдых по профсоюзным путёвкам из РСФСР, Украины, Узбекистана. Готовил группу к маршруту опытный инструктор Алексей Агеев, в рамках подготовки группа совершила несколько акклиматизационных и тренировочных радиальных выходов в окрестностях турбазы. Но поскольку Агеев был школьным учителем, повести группу на маршрут он не смог — начинался учебный год и Агеев вернулся в школу. Инструкторами были назначены студенты Донецкого сельскохозяйственного института Алексей Сафонов и Ольга Ковалева. Вместе с Агеевым они участвовали в тренировочных выходах и были знакомы с группой.
Группа из 51 человека, включая двух инструкторов, покинула турбазу «Кавказ» 9 сентября 1975 года. От «Горной» до «Кавказа» туристов доставили автобусами или на грузовом автомобиле. Вечером туристы достигли приюта «Тепляк», где и заночевали. Однако журналист Виктор Шварц в статье «Случай в горах» для газеты «Советская Культура» пишет, что туристы провели ночь на приюте «Армянский». Такое расхождение возможно, потому как именно в 1975 году маршрут номер 30 по настоянию гендиректора турбазы «Кавказ» был немного изменён — на картах появился приют «Тепляк», который ранее не существовал. В результате первый день пути для туристов был намного проще. Зато во второй день маршрут увеличивался на 9 км и начинался с затяжного подъёма к альпийским лугам на высоту 1800 м. После этой трагедии маршрут вернули к первоначальному варианту, а приют «Тепляк» перестал существовать.
Вечером первого дня похода туристы долго сидели у костра за праздничным ужином. По показаниям самих туристов, вечер сопровождался алкоголем и играми: туристы сыграли шуточную свадьбу и медовый месяц. Из-за этого легли спать поздно, а утром не все смогли встать и собраться к обозначенному времени. Инструкторам пришлось задержаться с выходом на маршрут.

### Штормовое предупреждение
Утром 8 сентября Майкопская метеостанция получила так называемое «штормовое предупреждение» — сигнал о предстоящем ухудшении погоды («похолодание, сильные дожди и грозы»). В течение суток прогноз уточнялся, и 9 сентября утром дежурный синоптик Тимохина составила сводку, в которой прогнозировались «…снег, метель, сильное понижение температуры». Предупреждение от 8 сентября дошло до туристских организаций, но они на него никак не отреагировали, а предупреждение от 9 сентября до них не дошло, поскольку Тимохина заполнила его «не на том» бланке.

### Разделение группы
10 сентября группа 93 выдвинулась в сторону приюта «Фишт» разделившись на две подгруппы: одну возглавил Сафонов, другую Ковалева. В начале этого участка туристов ждал затяжной тяжелый подъём по хребту Буйный, а через 5—6 км подъёма переход в зону альпийских лугов — местности открытой и легко продуваемой. Именно в этот момент начался мелкий дождь, потом снег, перешедший в настоящий буран.
Находясь посередине между двумя приютами, инструктора начали вслух обсуждать оба варианта: вернуться на «Тепляк» или продолжить путь к «Фишту». Это обсуждение длилось какое-то время и было слышно туристам. Почувствовав неуверенность инструкторов внутри группы, появилась небольшая инициативная группа, во главе которой было несколько крепких мужчин, за которыми последовали менее подготовленные туристы. Эта группа приняла решение сойти с тропы и укрыться от бурана в зоне леса в нескольких сотнях метров от плато. Однако эта группа быстро распалась, часть туристов не смогли держать темп, постоянно проваливаясь в снег. Туристы, сгруппировавшись по несколько человек и поодиночке, были рассредоточены в лесу по разным сторонам ручья Могильный.

### Группа Сафонова
Сафонов отправился в лес собирать остатки группы. По воспоминаниям туристки из Севастополя Л. Косяковой, туристы слышали друг друга и перекрикивались, но добраться до товарищей не могли из-за разделявших их обрывов, ручья, бурелома и глубокого снега. Многие в панике побросали рюкзаки с едой и тёплыми вещами. Сафонов собрал несколько туристов, переправил через ручей и, добравшись до поляны с сухими пихтами, развёл костёр. Сам инструктор отправился на поиски оставшихся в лесу девушек, приказав парням поддерживать огонь. Но когда вернулся с туристками, увидел, что костёр потух, а мужчины сидят прижавшись друг к другу. Уговорами и силой Сафонов заставил нескольких мужчин отправиться за хворостом. Когда костёр снова запылал, мужчины покрепче обступили огонь и не подпускали к нему остальных. Из воспоминаний В. Никитенкова:
Несколько крепких мужчин отказывались оказывать помощь тем, кто чувствовал себя плохо. Валерий Баштовой и Алик Старосельский вели себя нагло, отталкивали слабых от костра…
Впоследствии участники группы оправдывали своё поведение состоянием аффекта и нервного шока. Участник этой «группы сильных» В. Свеженцев, описывая те события, комментировал: «Кто хотел жить — тот выжил».

### Группа Ковалёвой
Тех туристов, которые по-прежнему были готовы доверять указаниям инструкторов, Ольга Ковалёва повела в сторону пастушьего балагана и через несколько часов они достигли пастушей стоянки, представлявшей собой крошечный домик без окон. Но сама Ковалёва при этом полностью ослепла от мелкой и острой снежной крошки. В балагане в то время находились пастухи Виталий Острицов и Владимир Крайний, которые разместили туристов и вышли на помощь тем, кто потерялся. На двоих у пастухов была всего одна пара сапог, поэтому Крайний помогал туристам, которые были неподалёку, Острицов пытался спасти тех, кто был в лесу. С поиском людей здорово помогла собака.
По показаниям самого Виталия Острицова, он встретил парня и девушку (Светлана Вертикуш и Михаил Осипенко), они были полностью промокшие и замёрзшие. Пастух отвёл их под деревья и попросил подождать, отправившись на поиски двух больших групп, расположение которых указала ему Ковалёва. Также он встретил и «сильную группу», которая ранее укрывалась у костра в лесу, но потом вернулась на тропу. Собрав 22 человека, Острицов вернулся в балаган. Одна из туристок уже не могла идти, и Острицов нёс её на себе. Вернувшись в балаган, он попросил мужчин, которые уже отогрелись, сходить за парнем и девушкой в лесу (Вертикуш и Осипенко). Мужчины вышли из домика, но, пройдя несколько сотен метров, решили, что им лучше вернуться, и сообщили, что дошли до места, но никого там не нашли.

### Гибель туристов
11 сентября к пастушему балагану пришла следующая группа туристов, с порядковым номером 94. Узнав, что путь на перевал «Фишт» закрыт из-за снега, они повернули назад к приюту «Армянский», где стали готовить обед. Инструктора группы видели обмороженных туристов 93-й, но не предложили помощь и не отправили никого из физически здоровых членов группы сообщить о происшествии на турбазу. С инструкторами группы номер 93 осталась лишь инструктор 94-й — студентка Галина Кузминкина. Вместе с пастухом Владимиром Крайним ночью 11 сентября они блуждали по склону и привели в приют ещё несколько туристов.
13 сентября, после трёх дней под деревом без одежды и огня, вертолётом спасателей была обнаружена живой Светлана Вертикуш. Остававшийся с ней Михаил Осипенко попробовал в темноте найти свой рюкзак, но заблудился и погиб, сорвавшись в пропасть. Его тело нашли на девятые сутки после трагедии.
Погибшими были найдены четверо туристов, которые неподалёку от бывшего костровища заблудились, но решили согреть друг друга, легли на рюкзаки и накрылись полиэтиленовой плёнкой.
На дне могильной балки была найдена Дина Наймон. Туристы Михаил Решкин, Валерий Соколов и Владимир Третьяков, проходя мимо Дины, пообещали вернуться за ней, но, достигнув пастушьего домика, никто его уже не покинул. Семён Дужайский сорвался с небольшого выступа скалы и остался заперт на нём, но не получил травм. Турист Николай Загорянский на суде рассказал, что обещал вернуться за Семёном, но подумал, что тот сорвался в пропасть и погиб.
Всего 10 и 11 сентября в группе № 93 погиб 21 человек — 13 мужчин и 8 женщин от 18 до 48 лет. У большинства зафиксирована одна причина смерти — переохлаждение.

## Судебный процесс
К уголовной ответственности были привлечены директор турбазы «Кавказ» Зейтунян, директор турбазы «Горная» Строев, старший инструктор Рогозин, начальник контрольно-спасательного отряда Гайдинов и синоптик Тимохина. После длительного следствия в Майкопе прошел судебный процесс по этому делу. Ни один подсудимый виновным себя не признал, но суд признал их всех виновными в халатности. Они получили от двух до трёх лет лишения свободы, некоторые условно.

## В культуре
- Маршрут (телесериал, 2007) — художественный сериал, в котором трагедия на маршруте № 30 рассматривается через ретроспективу исторических событий Великой Отечественной Войны, произошедших в этих местах.
- Штормовое предупреждение (фильм, 1981) — художественный фильм о событиях на маршруте, снятый на основе очерка Аркадия Ваксберга «Смерч».
- Бормотов И. В. В горах Адыгеи. — Пятигорск : Картинформ, 2003. — 288 с. : ил.